# Phycis phycis
La musdea (Phycis phycis [Linnaeus, 1766), nota anche come mostella, è un pesce di acqua salata della famiglia Phycidae.

## Habitat e distribuzione
Diffusa nell'Oceano Atlantico orientale settentrionale, dal Golfo di Biscaglia al Marocco, fino a sud di Capo Verde, nel Mar Mediterraneo e nelle Azzorre, su fondali sia duri che sabbiosi da circa 20 a 650 metri di profondità.

## Descrizione
Corpo allungato, ingrossato anteriormente, compresso posteriormente, di colore bruno scuro o grigio uniforme. Sul mento è presente un barbiglio; possiede una bocca ampia con labbra grosse. La pinna dorsale è doppia, arrotondata (la prima può avere 9 o 11 raggi molli, la seconda 56 o 65); le pinne pelviche, che hanno 2 raggi molli, sono ridotte a filamenti bifidi. La pinna pettorale può avere 17 o 19 raggi molli; la pinna caudale è arrotondata, con 27 o 29 raggi molli; la pinna anale, con 52 o 60 raggi molli, inizia a circa metà lunghezza fino a raggiungere il peduncolo caudale. Fino a 40-50 centimetri di lunghezza.

## Comportamento
Specie notturna e sciafila, di giorno si rifugia tra le rocce. Poco socievole.

## Riproduzione
La riproduzione avviene da gennaio a maggio.

## Alimentazione
Si nutre di piccoli pesci e di invertebrati.

### Caratteri nutrizionali
Ha buone qualità nutrizionali.Contenuto lipidico inferiore al 5 %.